# Samfundet De Nios Astrid Lindgren-pris
Samfundet De Nios Astrid Lindgren-pris – szwedzka nagroda literacka przyznawana przez szwedzkie Towarzystwo Dziewięciu, ufundowane testamentem szwedzkiej pisarki Lotten von Kræmer. Nagroda jest nazwana imieniem Astrid Lindgren, która w latach 1963–1993 była jednym z członków Towarzystwa.

## Nagroda
Samfundet De Nios Astrid Lindgren-pris została ustanowiona z okazji 90. urodzin Astrid Lindgren. Nagroda została przyznana po raz pierwszy w 1997 roku i nie jest przyznawana co roku.
Wysokość nagrody wynosi od 50 000 do 200 000 koron szwedzkich. Nagroda jest przyznawana autorom książek dla dzieci i młodzieży.

## Laureaci
- 1997 – Vivi Edström(inne języki)[2] (50 000 koron szwedzkich)
- 1999 – Lars Furuland(inne języki)[2] (75 000 koron szwedzkich)
- 2000 – Örjan Lindberger(inne języki)[2] (75 000 koron szwedzkich)
- 2002 – Margareta Strömstedt(inne języki)[2] (75 000 koron szwedzkich)
- 2004 – Barbro Lindgren[2] (75 000 koron szwedzkich)
- 2006 – Svenska barnboksinstitutet(inne języki)[2] (75 000 koron szwedzkich)
- 2007 – Boel Westin(inne języki)[2] (125 000 koron szwedzkich)
- 2019 – Sonja Svensson(inne języki)[4] (100 000 koron szwedzkich)